# Ummeliata onoi
Ummeliata onoi är en spindelart som beskrevs av Saito 1993. Ummeliata onoi ingår i släktet Ummeliata och familjen täckvävarspindlar. Inga underarter finns listade i Catalogue of Life.